# Aly Raisman
Alexandra Raisman, généralement appelée Aly Raisman, est une gymnaste artistique américaine, née le 25 mai 1994 à Boston.
Elle a notamment remporté trois titres olympiques (dont un titre individuel) et deux titres de championne du monde.

## Carrière
Alexandra Rose Raisman a deux sœurs et un frère, tous plus jeunes qu'elle. Elle commence la gymnastique artistique à l'âge de deux ans.
Aly Raisman remporte aux Jeux olympiques d'été de 2012 à Londres la médaille d'or du concours général par équipes féminin avec Gabrielle Douglas, McKayla Maroney, Kyla Ross et Jordyn Wieber. Elle remporte la médaille d'or au sol devant Cătălina Ponor et Aliya Mustafina. Elle remporte aussi la médaille de bronze à la poutre derrière les deux Chinoises Deng Linlin et Sui Lu après réclamation des entraîneurs qui étaient dans le public.
Aux Jeux de Rio en 2016, elle remporte la médaille d'or au concours général par équipes ainsi qu'une médaille d'argent au concours général individuel et au sol, derrière sa coéquipière Simone Biles.
En novembre 2017, elle affirme avoir été agressée sexuellement par un médecin de l'équipe américaine plusieurs fois à partir de 2010 dont un lors des Jeux olympiques de Londres en 2012, comme des centaines d'autres sportives avant et après elle. Elle entreprend depuis une campagne visant à sensibiliser les Américains, souhaitant plus de prises de précautions par les universités pour prévenir les agressions sexuelles. En mars 2018, elle porte plainte contre la Fédération américaine de gymnastique et le Comité olympique américain pour « négligence » concernant l'affaire Larry Nassar.

## Palmarès

### Jeux olympiques
- Londres 2012
  -  médaille d'or au concours par équipes.
  -  médaille d'or au sol.
  -  médaille de bronze à la poutre.
  - 4e au concours général individuel.
- Rio 2016
  -  médaille d'or au concours général par équipes.
  -  médaille d'argent au concours général individuel.
  -  médaille d'argent au sol

### Championnats du monde
- Rotterdam 2010
  -  médaille d'argent au concours par équipes.

- Tokyo 2011
  -  médaille d'or au concours par équipes.
  -  médaille de bronze au sol.
  - 4e au concours général individuel.
  - 4e à la poutre.

- Glasgow 2015
  -  médaille d'or au concours par équipes.

### Autres
- American Cup 2010 :
  -  2e au concours général
- American Cup 2011 :
  -  3e au concours général
- American Cup 2012 :
  -  2e au concours général

## Médias
- En 2018, elle apparaît brièvement dans le clip musical Girls Like You de Maroon 5
- En 2019, elle fait un caméo dans le film Charlie's Angels d'Elizabeth Banks, troisième volet de la série de films du même nom, dans le rôle d'une nouvelle recrue de l'agence Townsend.